# مسحة

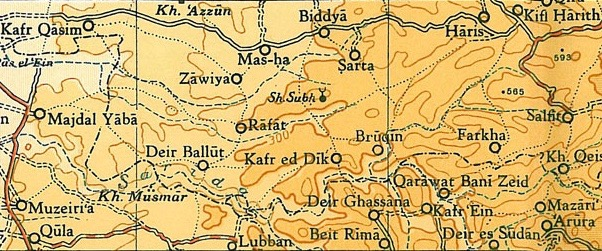
قرية مسحة

مسحة هي قرية فلسطينية من قرى الضفة الغربية وتتبع محافظة سلفيت، وتبعد عنها 15 كم، على ارتفاع 840 قدماً عن سطح البحر. وفقًا للجهاز المركزي للإحصاء الفلسطيني ، بلغ عدد سكانها 2370 نسمة في عام 2017. وتبلغ مساحة أراضي القرية 8263 دونمًا، منها 4 دونمات للطرق والوديان. وتحيط بها قرى بديا وسنيرية والزاوية.

## السكان
كان عدد سكان القرية عام 1922، 80 نسمة، وبلغوا عام 1931حوالي 87 نسمة، 53 ذكرًا و34 أنثى، ولهم 20 بيتًا، وفي عام 1945 زاد العدد إلى 110 نسمة، ثم ارتفع العدد عام 1961، إلى 478 نفسًا.

## الاقتصاد
اشتهرت القرية بسوقها التجاري في الفترة الممتدة من عام 1998 عام وحتى العام 2000، ومع بداية انتفاضة الأقصى فقد شهد السوق كساداً تجارياً مما أدى إلى إغلاق الكثير من المحلات والورش الصناعية فيه، ويعتمد سكان القرية بشكل كبير على الزراعة البعلية والمروية.

## الاستيطان
تقوم على أرض القرية عدة مستوطنات منها أول مستوطنة في محافظة سلفيت: القناة ومستوطنة عيتص افرايم.

## التاريخ
تم العثور في مسحة على قطع فخارية من العصر البيزنطي، و الأموي ،والصليبي ، والمملوكي . وفي شمال غرب القرية، عثر فريق المسح على عدد قليل من الحجارة المنحوتة المعاد استخدامها.

### العصر العثماني
قد تم العثور أيضًا على قطع فخارية من العصر العثماني المبكر. ظهرت القرية في سجلات الضرائب العثمانية عام 1596 على أنها تقع في جبل القبل، وهي جزء من سنجق نابلس. كان عدد سكانها خمسة أسر، وكانوا يدفعون ضريبة ثابتة قدرها 33.3% على المنتجات الزراعية، بما في ذلك القمح والشعير والمحاصيل الصيفية وأشجار الزيتون والماعز وخلايا النحل، ومعصرة الزيتون أو العنب، وإيرادات عرضية وضريبة ثابتة على سكان منطقة نابلس؛ بإجمالي 2300 قرش.
في القرنين الثامن عشر والتاسع عشر، كانت مسحة جزءًا من منطقة المرتفعات المعروفة باسم جورة عمرة أو بلاد جماعين. تقع هذه المنطقة بين دير غسانة في الجنوب والطريق رقم 5 الحالي في الشمال، وبين مجدل يابا في الغرب وجماعين ومردا وكفل حارس في الشرق، وقد خدمت هذه المنطقة، وفقًا للمؤرخ روي ماروم ‏ ، "كمنطقة عازلة بين الوحدات السياسية والاقتصادية والاجتماعية لمنطقتي القدس ونابلس . وعلى المستوى السياسي، عانت من عدم الاستقرار بسبب هجرة القبائل البدوية والمنافسة المستمرة بين العشائر المحلية على حق تحصيل الضرائب نيابة عن السلطات العثمانية "
زار المستكشف الفرنسي فيكتور جورين القرية عام 1870، وقدر عدد سكانها بحوالي 300-350 نسمة، وكانت حدودها محاطة بأشجار التين.
في عام 1882، وصف مسح فلسطين الغربية الذي أجرته مؤسسة أبحاث فلسطين (PEF) قرية مسحة بأنها "قرية كبيرة الحجم، ذات منزل مركزي مرتفع، لكنها مدمرة جزئيًا. تعتمد على صهاريج ، ومنازلها مبنية من الحجر."

### عصر الإنتداب البريطاني
في تعداد فلسطين عام 1922 الذي أجرته سلطات الانتداب البريطاني ، بلغ عدد سكان مسحة 80 نسمة،  وارتفع قليلاً في تعداد عام 1931 إلى 87 مسلمًا في إجمالي 20 منزلًا.
في إحصاءات عام 1945 بلغ عدد السكان 110 نسمة، بينما بلغت المساحة الإجمالية للأرض 8263 دونمًا، وذلك وفقًا لمسح رسمي للأراضي والسكان. ومن هذه المساحة، تم تخصيص 1612 دونمًا للمزارع والأراضي المروية، و2482 دونمًا للحبوب، بينما تم تصنيف 18 دونمًا كمناطق مبنية.

### العصر الإردني
بعد النكبة الفلسطينية عام 1948، وبعد اتفاقيات الهدنة عام 1949، أصبحت مسحة تحت الحكم الأردني.
في عام 1961، بلغ عدد السكان 478.

### ما بعد 1967
منذ حرب الأيام الستة عام 1967، أصبحت القرية تحت الاحتلال الإسرائيلي.
في أوائل العقد الأول من القرن الحادي والعشرين، كانت هناك عدة احتجاجات ضد خطط بناء الجدار الإسرائيلي في الضفة الغربية ، والذي من شأنه أن يقطع سكان قرية مسحة عن جزء كبير من أراضيهم.